# May Hjertberg
May Hjertberg, folkbokförd Maj Ingrid Viola Hjertberg, född 26 maj 1928 i Borås församling i dåvarande Älvsborgs län, är en svensk före detta friidrottare (mångkamp och häcklöpning). Hon tävlade för IK Ymer. Hon avled i december 2021.